# Rinorea haughtii
Rinorea haughtii är en violväxtart som beskrevs av L. B. Smith, Fernández-perez. Rinorea haughtii ingår i släktet Rinorea och familjen violväxter. Inga underarter finns listade i Catalogue of Life.